# إميه جاك بونبلان
أيميه جاك بونبلان (1773-1858) (بالإنجليزية: Aimé Jacques Alexandre Bonpland)‏ هو عالم نبات فرنسي.

## روابط خارجية
- إميه جاك بونبلان على موقع الموسوعة البريطانية (الإنجليزية)